# Idroxizina
L'idroxizina o idrossizina è un farmaco antistaminico di prima generazione dotato di proprietà serotoninergiche.
Viene impiegato nel trattamento delle reazioni allergiche, nei disturbi d’ansia per breve termine, nell’insonnia.
Il composto fu sintetizzato nel 1956 dall'azienda farmaceutica Union Chimique Belge e venne successivamente commercializzato da Pfizer negli Stati Uniti nello stesso anno ed è ancora oggi un farmaco diffuso.
In Italia è venduta da UCB Pharma con il nome commerciale di Atarax nella forma farmaceutica di compresse rivestite da 25 mg, di sciroppo contenente 20 mg di principio attivo ogni 10 ml, e di soluzione iniettabile contenente 100 mg/2 ml.

## Usi clinici
Il composto possiede una potente azione antagonista sui recettori H1 dell’istamina sia a livello centrale che periferico e ciò rende conto delle sue proprietà antistaminiche e sedative.
Per queste sue azioni è utilizzata per il trattamento dei vari sintomi come riniti e gravi casi di prurito, specialmente se associati ad iperalgesia. Tuttavia, a causa dei suoi effetti sedativi, è considerata a questo scopo un farmaco di seconda scelta.
Oggi la molecola, per la sua azione ansiolitica e parzialmente antiossessiva, viene utilizzata principalmente per il trattamento a breve termine dell'ansia e della tensione associate ad alcune nevrosi e come coadiuvante in tutte quelle malattie organiche nelle quali tende a manifestarsi l'ansia. Per tale scopo si è dimostrata efficace e tollerabile quanto le benzodiazepine ed il buspirone. Questi effetti sono associati alla sua attività di serotoninergica e debolmente antidopaminergica.
Recentemente, per via dei suoi effetti sedativi, si sta riproponendo nel trattamento dell’insonnia. Tale proprietà, associata all'assenza di effetti anticolinergici e quindi interazione con composti utilizzati nel corso dell'anestesia come atropina, la rendono utile come sedativo adiuvante e pre-operatorio.
È utile nel trattamento di nausea, anche quando indotta da cinetosi.
Anche se è un efficace sedativo, analgesico e tranquillante, idroxizina non è associata a fenomeni di dipendenza e tolleranza, effetti deleteri sulle capacità cognitive ed amnesia.
Nelle formulazione iniettabile può essere usata nel trattamento d'urgenza degli stati di agitazione psicomotoria, in caso di nausea e vomito postoperatorio, infine come trattamento coadiuvante di allergie sistemiche.

## Chimica
Idrossizina viene sintetizzata mediante alchilazione dell'1-(4-clorobenzoidril) piperazina con 2-(2-idrossietossi) cloruro di etile

## Farmacodinamica
Idrossizina dicloridrato è un derivato del difenilmetano, a sua volta una molecola non correlata chimicamente né alle fenotiazine né alle benzodiazepine.
Il composto non sembra esercitare depressione sulla corteccia cerebrale, tuttavia la sua azione può essere in parte dovuta alla soppressione dell'attività di alcune particolari aree sottocorticali del sistema nervoso centrale.

Idrossizina esercita una potente azione antagonista sui recettori H1 istaminici (Ki = 2 nM).
A differenza di molti altri antistaminici di prima generazione, ha affinità trascurabile per i recettori muscarinici dell'acetilcolina, (Ki => 10.000 nm) e quindi non produce effetti anticolinergici clinicamente significativi.
Oltre alla sua attività antistaminica, idrossizina possiede anche azione antagonista sui recettori della serotonina 5-HT2A (Ki = ~ 50 nM), sui recettori della dopamina D2 (Ki = 378 nM) e sui recettori α1-adrenergici (Ki = ~ 300 nM).
Gli effetti antiserotonergici di idrossizina vengono sfruttati nel suo utilizzo come farmaco ansiolitico, mentre altri antistaminici non dotati di tali proprietà non risultano efficaci nel trattamento dell'ansia.
Si noti che è proprio a causa dell'azione antagonista sui recettori D2 dopaminergici, che tra gli effetti collaterali di idrossizina si può avere raramente e specie a dosi molto elevate (non a quelle comunemente utilizzate) un incremento della secrezione di prolattina, una disforia lieve o moderata, aumento di peso, disfunzioni sessuali, incapacità a provare piacere, e/o la mancanza di motivazione. In misura ancora minore, possono verificarsi anche sintomi extrapiramidali: questi sono generalmente lievi a causa delle proprietà antimuscariniche ed antiserotoninergiche del farmaco.

## Farmacocinetica
Dopo somministrazione per via orale idrossizina viene rapidamente assorbita dal tratto gastroenterico. Il picco di concentrazione plasmatica (Cmax) viene raggiunto dopo 2 ore (Tmax) dall'assunzione orale. La biodisponibilità orale della molecola rispetto alla somministrazione intramuscolare è pari a circa l'80%.
Idrossizina si distribuisce ampiamente nei tessuti biologici, tendendo a concentrarsi maggiormente negli stessi piuttosto che nel plasma. Le concentrazioni raggiunte nella cute sono decisamente più elevate di quelle nel siero, sia dopo una somministrazione singola che in seguito a somministrazione multipla.

La molecola oltrepassa la barriera ematoencefalica e placentare, raggiungendo livelli più elevati nei tessuti fetali che nella madre.
Idrossizina viene metabolizzata nel metabolita principale, cetirizina, il quale a sua volta è dotato di marcata attività antagonista sui recettori H1 periferici. Esistono anche diversi altri metaboliti, tra cui un derivato N-dealchilato e un metabolita O-dealchilato con emivita plasmatica di circa 59 ore. Questi metaboliti sono legati all'attivazione di vie metaboliche mediate in particolare dagli isoenzimi CYP3A4 e CYP3A5.

L'emivita del composto è compresa tra 7 e 20 ore (emivita media circa 14 ore). Solo una minima quantità, lo 0,8% della dose assunta, viene eliminata come farmaco immodificato nelle urine. Anche cetirizina, il principale metabolita, è escreta sostanzialmente immodificata nelle urine.

Nel paziente anziano l'emivita di eliminazione è allungata (potendo giungere fino a 29 ore) e per questo motivo viene consigliato di ridurre il dosaggio in questa popolazione di pazienti.
Nei soggetti con cirrosi epatica e più in generale insufficienza epatica, la clearance totale del farmaco è risultata ridotta rispetto a quella osservabile nei soggetti normali indicando la necessità di ridurre il dosaggio giornaliero o la frequenza di somministrazione.

## Tossicologia
La DL50 nel ratto è paria a 1000 mg/kg peso corporeo quando assunta per os e 45 mg/kg peso corporeo per via endovenosa.

## Effetti collaterali ed indesiderati
| Tipi di reazioni                           | Comuni (>1/100, <1/10)  | Non comuni (>1/1.000, <1/100)                                                            | Rare (>1/10.000, <1/1.000)                                                              | Molto rare (<1/10.000)                                                                                    | Frequenza non nota                                 |
| ------------------------------------------ | ----------------------- | ---------------------------------------------------------------------------------------- | --------------------------------------------------------------------------------------- | --- | -------------------------------------------------- |
| Malattie del sistema nervoso               | - Cefalea - Sonnolenza  | - Vertigine - Disturbo dell'attenzione                                                   | - Convulsioni - Discinesie - Difficoltà di coordinazione dei movimenti                  | |                                                    |
| Malattie gastrointestinali                 | - Secchezza delle fauci | - Nausea                                                                                 | - Costipazione - Vomito                                                                 | |                                                    |
| Malattie epatobiliari                      |                         |                                                                                          | - Elevazione delle transaminasi (AST ed ALT)                                            | | - Epatite                                          |
| Malattie sistemiche                        | - Affaticamento         | - Astenia - Malessere - Febbre - Dolore nel sito di iniezione - Flebiti - Ascessi glutei |                                                                                         | |                                                    |
| Malattie cardiache                         |                         |                                                                                          | - Tachicardia                                                                           | | - Prolungamento intervallo QT - Torsioni di punta  |
| Malattie dell'occhio                       |                         |                                                                                          | - Disturbo di accomodazione - Visione offuscata                                         | |                                                    |
| Malattie dell'orecchio e del labirinto     |                         |                                                                                          |                                                                                         | | - Secchezza del naso - Acufeni (ronzii auricolari) |
| Malattie della cute e tessuto sottocutaneo |                         |                                                                                          | - Prurito - Rash eritematoso - Rash maculo-papulare - Orticaria - Dermatite da contatto | - Sindrome di Stevens-Johnson - Eritema multiforme - Edema angioneurotico - Incremento della sudorazione. |                                                    |

## Controindicazioni
Il farmaco è controindicato nei soggetti con ipersensibilità nota al principio attivo oppure ad uno qualsiasi degli eccipienti, alla cetirizina, ad altri derivati piperazinici, all'aminofillina o all'etilendiammina.
Ulteriori controindicazioni sono rappresentate dal trattamento con inibitori delle monoaminossidasi (IMAO) e dalla preesistenza di un intervallo QT prolungato.
Infine la molecola è controindicata nelle donne in gravidanza ed in quelle che allattano al seno.

## Dosi terapeutiche
- Dermatiti allergiche/stato d'ansia

Negli adulti e negli adolescenti il dosaggio consigliato è pari a 12,5 mg oppure 25 mg (rispettivamente mezza compressa o una intera compressa), da 1 a 4 somministrazioni al giorno, a seconda dei casi e della risposta del singolo individuo. La posologia è infatti strettamente individuale. Dosi superiori possono essere prese in considerazione dopo una attenta valutazione del singolo caso.
- Trattamento di urgenza degli stati di agitazione psicomotoria

Si ricorre alla soluzione iniettabile, la quale è destinata alla sola somministrazione intramuscolare.
Nell'adulto il dosaggio consigliato varia da 50 mg a 200 mg da ripetere, in caso di necessità, ogni 4-6 ore, senza mai oltrepassare la dose massima complessiva di 300 mg.

## Interazioni
- Adrenalina: idrossizina contrasta l'azione pressoria dell'ammina.
- Sostanze ad effetto depressivo sul sistema nervoso centrale: l'idrossizina, quando viene utilizzata in associazione con queste sostanze, tra cui l'etanolo, ne potenzia l'effetto depressivo.
- Psicofarmaci: l'associazione di idrossizina con gli psicofarmaci richiede particolare cautela e vigilanza in quanto ne deriva un reciproco potenziamento.
- Fenitoina: studi sperimentali sui ratti hanno evidenziato che la contemporanea somministrazione di idrossizina ne antagonizza l'azione anticonvulsivante.
- Cimetidina, a dosaggi elevati (600 mg due volte al giorno), aumenta le concentrazioni sieriche della idrossizina e riduce la concentrazione plasmatica massima del principale metabolita, cetirizina.
- Farmaci substrato di CYP2D6: idrossizina inibisce il citocromo P450 2D6 e la contemporanea somministrazione a dosaggi elevati può causare interazioni con questi substrati.

## Gravidanza e allattamento
Studi sperimentali sugli animali hanno evidenziato effetti tossici della molecola sulla funzione riproduttiva. È noto che idrossizina oltrepassa la barriera placentare, raggiungendo nei tessuti fetali concentrazioni superiori a quelle nella madre. Allo stato attuale mancano dati epidemiologici sull'esposizione di donne gravide al farmaco.
Tuttavia in neonati di madri trattate con idrossizina negli ultimi mesi di gravidanza, sono stati osservati: ipotonia, disturbi extrapiramidali, movimenti clonici, ipossia neonatale e ritenzione urinaria.
La molecola pertanto deve essere considerata controindicata in gravidanza.
Il metabolita principale dell'idrossizina, la cetirizina, è escreta nel latte umano.
Non esistono studi sull'escrezione di idrossizina nel latte umano, ma in letteratura medica sono riportati gravi effetti avversi in neonati di madri trattate con idrossizina allattati al seno.
La molecola è quindi controindicata durante l'allattamento e lo stesso, qualora la madre sia trattata con idrossizina, deve essere interrotto.